# Сельское поселение Нартан
Се́льское поселе́ние Нартан — муниципальное образование в составе Чегемский района Кабардино-Балкарии.
Административный центр — село Нартан.

## Географическое положение
Муниципальное образование расположено в центральной части республики. В состав поселения входит один населённый пункт.
Площадь сельского поселения составляет — 42 км2. Из них 23 км2 (55 %) составляют сельскохозяйственные угодья, 18 км2 (45 %) частные и хозяйственные застройки и владения.
Граничит с землями муниципальных образований: Шитхала на северо-востоке и Урвань на востоке. С юга и запада окружена землями городского округа Нальчик.
Земли сельского поселения расположены между федеральной автотрассой Кавказ (М-29) с юго-востока и Прохладненским шоссе с северо-запада. Однако все население сельского поселения расселено между автотрассой Кавказ (М-29) и Нарткалинским шоссе.
Поселение расположено в предгорной зоне республики. Рельеф в основном представляет собой предгорные наклонные равнины. Дорожный разъезд Нартан расположен на более возвышенной левой стороне реки Нальчик. Средняя высота составляет 375 метров над уровнем моря. В целом высоты сельского поселения колеблется в пределах от 360 до 420 метров.
Гидрографическая сеть представлена в основном рекой Нальчик. В пределах сельского поселения также имеются выходы родников, искусственные водоёмы и очистительные водоканалы.
Климат умеренный. Лето жаркое, со средними температурами июля около +28°С. Зима прохладная, со средними температурами января −3…-5°С. Основные ветры — восточные и северо-восточные. Среднее количество осадков в год составляет около 550 мм. Основное количество осадков выпадает весной и в начале лета.

## История
До 1956 года Нартанский сельсовет входил в состав Нальчинского района (до 1935 года Нальчинский округ) КБАССР. Затем передан в состав Чегемского района.
В 1962 году сельсовет передан в состав Урванского района. В 1965 году возвращён в состав Чегемского района.
Сельское поселение в своих современных границах образовано в начале 1980-х годов, при формальном выделении из состава села Нартан земель находящихся по левую сторону реки Нальчик, которой было дано название Дорожный разъезд Нартан.
В 1992 году Нартанский сельсовет реорганизован и преобразован в сельское поселение Нартан.

## Население
| 2002    | 2010    | 2012    | 2013    | 2014    | 2015    | 2016    |
| ------- | ------- | ------- | ------- | ------- | ------- | ------- |
| 12 552  | ↗12 979 | ↗13 084 | ↗13 200 | ↘13 154 | ↘13 122 | ↗13 129 |
| 2017    | 2018    | 2019    | 2020    | 2021    | 2023    | 2024    |
| ↗13 130 | ↘13 085 | ↘13 035 | ↘13 022 | ↗16 262 | ↘16 205 | ↗16 226 |
| 2025    |         |         |         |         |         |         |
| ↗16 310 |         |         |         |         |         |         |

Процент от населения района — 20.72 %.
Плотность — 388.33 чел./км2.

### Национальный состав
По данным Всероссийской переписи населения 2010 года:
| Народ      | Численность, чел. | Доля от всего населения, % |
| ---------- | ----------------- | -------------------------- |
| кабардинцы | 11 902            | 91,7 %                     |
| русские    | 419               | 3,2 %                      |
| турки      | 406               | 3,1 %                      |
| другие     | 252               | 1,9 %                      |
| всего      | 12 979            | 100 %                      |

По данным Всероссийской переписи населения 2021 года:
| Народ               | Численность, чел. | Доля от всего населения, % |
| ------------------- | ----------------- | -------------------------- |
| кабардинцы          | 14 536            | 89,39 %                    |
| русские             | 483               | 2,97 %                     |
| турки               | 440               | 2,71 %                     |
| черкесы             | 349               | 2,15 %                     |
| балкарцы            | 175               | 1,07 %                     |
| адыги               | 140               | 0,86 %                     |
| другие / не указано | 139               | 0,85 %                     |
| всего               | 16 262            | 100,0 %                    |

## Состав сельского поселения
| № | Населённый пункт | Тип населённого пункта       | Население | Доля от населения (%) |
| - | ---------------- | ---------------------------- | --------- | --------------------- |
| 1 | Нартан           | село, административный центр | ↗16 075   | 98,7 %                |
| 2 | Нартан           | дорожный разъезд             | ↗187      | 1,3 %                 |

## Местное самоуправление
Структуру органов местного самоуправления сельского поселения составляют:
- Глава сельского поселения — Кягов Валерий Хажкеримович.
- Администрация сельского поселения Нартан — состоит из 9 человек.
- Совет местного самоуправления сельского поселения Нартан — состоит из 15 депутатов.

## Экономика
Основу экономики сельского поселения составляют частные и арендные хозяйства. Благодаря близости республиканского центра высоко развиты промышленность, и сфера быта и услуг.
В северо-западной части сельского поселения расположен Кабардино-Балкарский филиал РусГидро и Нальчикские очистительные сооружения.